# Pružany
Pružany (in bielorusso Пружа́ны?, in russo Пружаны?, in polacco Prużana, in yiddish פרוזשענע‎?, Pruzhene) è una città della Bielorussia, situata nella regione di Brėst.

## Geografia
Pružany è situata a 84 km a nord-est di Brėst, nella Bielorussia sud-occidentale.

## Storia
La località era conosciuta come Dabuchin dal 1487. Nel XVI secolo era di proprietà della regina Bona Sforza di Polonia, che sviluppò l'influenza del Rinascimento italiano in questa parte della Confederazione polacco-lituana. Nel 1589, sua figlia Anna concesse alla città uno statuto e uno stemma: un serpente blu che ingoia un bambino su uno scudo d'argento. Lo stemma è stato preso in prestito dalla famiglia milanese degli Sforza. Pružany era un centro del commercio di ceramiche in quel periodo.
Pružany fu annessa all'Impero russo nel 1795, quando la Polonia fu spartita per la terza volta. Durante la prima guerra mondiale, nell'agosto 1915, Pružany fu occupata dalle truppe tedesche. Al termine della guerra sovietico-polacca la cittadina fu annessa alla Polonia dopo la pace di Riga del 1921. Dopo il patto Molotov-Ribbentrop e l'invasione sovietica della Polonia fu annessa alla Repubblica Socialista Sovietica Bielorussa. Divenne il centro amministrativo di un raion il 15 gennaio 1940. Durante la seconda guerra mondiale, Pružany fu occupata dalle truppe naziste dal 26 giugno 1941 al 17 luglio 1944. Nella cittadina fu creato un ghetto dove gli ebrei della regione dovevano essere stipati. Dal 28 al 31 gennaio 1943, i nazisti deportarono 10.000 ebrei da Pružany, via Auschwitz, a Birkenau dove furono tutti sterminati.